# Puchar Polski w piłce siatkowej kobiet (2004/2005)
Puchar Polski w piłce siatkowej kobiet 2004/2005 – 48. sezon rozgrywek o siatkarski Puchar Polski odbywający się od 1932 roku. 

## System rozgrywek
Rozgrywki składały się z rundy wstępnej, w której wystąpiły zespoły z II i III lig. Zwycięzcy grali w 1. rundzie z zespołami z I ligi, w następnej rundzie dołączyły drużyny z PLS. Gospodarzem jest drużyna, która zajęła niższą pozycję w klasyfikacji końcowej lub z niższej ligi.
Zwycięzcy awansowali do fazy grupowej, w której były 4 grupy po 3 zespoły. Najlepsze drużyny z każdej grupy walczyły w turnieju finałowym. 
ćwierćfinałów i turnieju finałowego.

## Rozgrywki

### Runda wstępna
| Data       | Drużyna 1               | Wynik | Drużyna 2             | Sety                              |
| ---------- | ----------------------- | ----- | --------------------- | --------------------------------- |
| 08.09.2004 | Energetyk Poznań        | 3:0   | Akademia Roln. Poznań |                                   |
| 08.09.2004 | AZS AWF II Poznań       | 3:0   | Calisia II Kalisz     |                                   |
| 08.09.2004 | ŁKS Łódź                |       | wolny los             |                                   |
| 08.09.2004 | MKS Orzeł Kozy          | 1:3   | MOSiR Mysłowice       | 25:22, 20:25, 21:25, 16:25        |
| 08.09.2004 | MKS Polonia Świdnica    |       | wolny los             |                                   |
| 08.09.2004 | Tomasovia Tomaszów Lub. |       | wolny los             |                                   |
| 08.09.2004 | UKS MOSiR Jasło         | 3:2   | MKS Andrychów         | 25:18, 22:25, 15:25, 25:20, 17:15 |

### 1. runda
| Data       | Drużyna 1               | Wynik | Drużyna 2             | Sety                |
| ---------- | ----------------------- | ----- | --------------------- | ------------------- |
| 15.09.2004 | Energetyk Poznań        | 1:3   | Piast Szczecin        |                     |
| 15.09.2004 | Skra Bełchatów          |       | wolny los             |                     |
| 15.09.2004 | ŁKS Łódź                | 0:3   | SKS Start Łódź        |                     |
| 15.09.2004 | AZS Częstochowa         |       | wolny los             |                     |
| 15.09.2004 | MKS Polonia Świdnica    | 0:3   | Wisła Kraków          |                     |
| 15.09.2004 | Olimpia Jawor           |       | wolny los             |                     |
| 15.09.2004 | Tomasovia Tomaszów Lub. | 0:3   | MMKS Dąbrowa Górnicza | 14:25, 20:25, 17:25 |
| 15.09.2004 | Legionovia Legionowo    |       | wolny los             |                     |
| 15.09.2004 | AZS AWF II Poznań       | 0:3   | Sokół Chorzów         |                     |
| 15.09.2004 | UKS MOSiR Jasło         | 3:0   | Sparta Złotów         |                     |
| 15.09.2004 | AZS Białystok           |       | wolny los             |                     |
| 15.09.2004 | ChTPS Chodzież          |       | wolny los             |                     |
| 15.09.2004 | MOSiR Mysłowice         | 3:0   | TPS Rumia             |                     |

### 2. runda
| Data       | Drużyna 1             | Wynik | Drużyna 2              | Sety                              |
| ---------- | --------------------- | ----- | ---------------------- | --------------------------------- |
| 22.09.2004 | Piast Szczecin        | 0:3   | Gwardia Wrocław        | 22:25, 21:25, 25:27               |
| 22.09.2004 | Skra Bełchatów        | 3:0   | SKS Start Łódź         | 25:18, 25:19, 25:19               |
| 22.09.2004 | AZS Częstochowa       | 0:3   | Nafta Gaz Piła         |                                   |
| 22.09.2004 | Wisła Kraków          | 0:3   | Winiary Kalisz         | 23:25, 20:25, 14:25               |
| 22.09.2004 | Olimpia Jawor         | 0:3   | Gedania Gdańsk         | 14:25, 11:25, 20:25               |
| 22.09.2004 | MMKS Dąbrowa Górnicza | 0:3   | Stal Mielec            | walkower                          |
| 22.09.2004 | Legionovia Legionowo  | 0:3   | BKS Stal Bielsko-Biała | 19:25, 10:25, 15:25               |
| 22.09.2004 | Sokół Chorzów         | 0:3   | Dalin Myślenice        | 23:25, 22:25, 16:25               |
| 22.09.2004 | UKS MOSiR Jasło       | 0:3   | AZS AWF Poznań         | 6:25, 13:25, 15:25                |
| 22.09.2004 | Centrostal Bydgoszcz  |       | wolny los              |                                   |
| 22.09.2004 | ChTPS Chodzież        | 2:3   | AZS Białystok          | 27:25, 26:24, 24:26, 24:26, 9:15  |
| 22.09.2004 | MOSiR Mysłowice       | 2:3   | Muszynianka Muszyna    | 20:25, 26:24, 19:25, 25:23, 10:15 |

### Faza grupowa

#### I grupa
Wyniki
| Data       | Drużyna 1       | Wynik | Drużyna 2       | Sety                       |
| ---------- | --------------- | ----- | --------------- | -------------------------- |
| 13.10.2004 | Gwardia Wrocław | 3:0   | Skra Bełchatów  | 25:18, 25:19, 25:15        |
| 14.10.2004 | Gwardia Wrocław | 3:1   | Nafta Gaz Piła  | 26:24, 19:25, 25:23, 25:20 |
|            |                 |       |                 |                            |
| 26.10.2004 | Skra Bełchatów  | 0:3   | Nafta Gaz Piła  | 14:25, 17:25, 15:25        |
| 27.10.2004 | Skra Bełchatów  | 0:3   | Gwardia Wrocław | 16:25, 24:26, 14:25        |
|            |                 |       |                 |                            |
| 03.11.2004 | Nafta Gaz Piła  | 3:1   | Gwardia Wrocław | 25:19, 22:25, 25:21, 25:21 |
| 04.11.2004 | Nafta Gaz Piła  | 3:0   | Skra Bełchatów  | 25:7, 25:15, 25:10         |

Tabela
| Lp. | Drużyna         | Pkt | Mecze | Mecze | Mecze | Sety | Sety | Sety  |
| Lp. | Drużyna         | Pkt | M     | W     | P     | wyg. | prz. | ratio |
| --- | --------------- | --- | ----- | ----- | ----- | ---- | ---- | ----- |
| 1   | Nafta Gaz Piła  | 7   | 4     | 3     | 1     | 10   | 4    | 2.500 |
| 2   | Gwardia Wrocław | 7   | 4     | 3     | 1     | 10   | 4    | 2.500 |
| 3   | Skra Bełchatów  | 4   | 4     | 0     | 4     | 0    | 12   | 0.000 |

#### II grupa
Wyniki
| Data       | Drużyna 1             | Wynik | Drużyna 2             | Sety                             |
| ---------- | --------------------- | ----- | --------------------- | -------------------------------- |
| 19.10.2004 | Winiary Kalisz        | 3:0   | Energa Gedania Gdańsk | 25:18, 25:23, 25:14              |
| 20.10.2004 | Winiary Kalisz        | 3:0   | Stal Mielec           | 25:20, 25:20, 25:19              |
|            |                       |       |                       |                                  |
| 24.10.2004 | Energa Gedania Gdańsk | 3:2   | Stal Mielec           | 22:25, 17:25, 26:24, 29:27, 15:9 |
| 27.10.2004 | Energa Gedania Gdańsk | 1:3   | Winiary Kalisz        | 14:25, 21:25, 25:23, 22:25       |

Tabela
| Lp. | Drużyna               | Pkt | Mecze | Mecze | Mecze | Sety | Sety | Sety  |
| Lp. | Drużyna               | Pkt | M     | W     | P     | wyg. | prz. | ratio |
| --- | --------------------- | --- | ----- | ----- | ----- | ---- | ---- | ----- |
| 1   | Winiary Kalisz        | 6   | 3     | 3     | 0     | 9    | 1    | 9.000 |
| 2   | Energa Gedania Gdańsk | 3   | 2     | 1     | 1     | 4    | 8    | 0.500 |
| 3   | Stal Mielec           | 2   | 2     | 0     | 2     | 2    | 6    | 0.333 |

#### III grupa
Wyniki
| Data       | Drużyna 1              | Wynik | Drużyna 2              | Sety                             |
| ---------- | ---------------------- | ----- | ---------------------- | -------------------------------- |
| 19.10.2004 | BKS Stal Bielsko-Biała | 3:0   | Dalin Myślenice        | 25:13, 25:14, 25:17              |
| 20.10.2004 | BKS Stal Bielsko-Biała | 3:0   | AZS AWF Poznań         | 27:25, 25:20, 25:21              |
|            |                        |       |                        |                                  |
| 21.10.2004 | Dalin Myślenice        | 2:3   | AZS AWF Poznań         | 25:22, 25:19, 23:25, 12:15       |
| 26.10.2004 | Dalin Myślenice        | 2:3   | BKS Stal Bielsko-Biała | 25:23, 25:20, 15:25, 17:25, 6:15 |
|            |                        |       |                        |                                  |
| 03.11.2004 | AZS AWF Poznań         | 1:3   | BKS Stal Bielsko-Biała | 20:25, 19:25, 25:21, 23:25       |
| 14.11.2004 | Dalin Myślenice        |       | AZS AWF Poznań         |                                  |

Tabela
| Lp. | Drużyna                | Pkt | Mecze | Mecze | Mecze | Sety | Sety | Sety  |
| Lp. | Drużyna                | Pkt | M     | W     | P     | wyg. | prz. | ratio |
| --- | ---------------------- | --- | ----- | ----- | ----- | ---- | ---- | ----- |
| 1   | BKS Stal Bielsko-Biała | 8   | 4     | 4     | 0     | 12   | 3    | 4.000 |
| 2   | AZS AWF Poznań         | 4   | 3     | 1     | 2     | 4    | 8    | 0.500 |
| 3   | Dalin Myślenice        | 3   | 3     | 0     | 3     | 4    | 9    | 0.444 |

#### IV grupa
Wyniki
| Data       | Drużyna 1            | Wynik | Drużyna 2            | Sety                |
| ---------- | -------------------- | ----- | -------------------- | ------------------- |
| 24.10.2004 | Muszynianka Muszyna  | 0:3   | Centrostal Bydgoszcz | 18:25, 16:25, 25:27 |
|            |                      |       |                      |                     |
| 18.11.2004 | Centrostal Bydgoszcz | 3:0   | Muszynianka Muszyna  | 25:17, 25:19, 25:21 |

Tabela
| Lp. | Drużyna              | Pkt | Mecze | Mecze | Mecze | Sety | Sety | Sety  |
| Lp. | Drużyna              | Pkt | M     | W     | P     | wyg. | prz. | ratio |
| --- | -------------------- | --- | ----- | ----- | ----- | ---- | ---- | ----- |
| 1   | Centrostal Bydgoszcz | 4   | 2     | 2     | 0     | 6    | 0    | MAX   |
| 2   | Muszynianka Muszyna  | 2   | 2     | 0     | 2     | 0    | 6    | 0.000 |
| 3   | AZS Białystok        | 0   | 0     | 0     | 0     | 0    | 0    | MAX   |

### Turniej finałowy

#### Półfinał
| Data       | Drużyna 1              | Wynik | Drużyna 2            | Sety                              |
| ---------- | ---------------------- | ----- | -------------------- | --------------------------------- |
| 11.12.2004 | Nafta-Gaz Piła         | 0:3   | Winiary Kalisz       | 25:18, 22:25, 16:25, 25:19, 10:15 |
| 11.12.2004 | BKS Stal Bielsko-Biała | 1:3   | Centrostal Bydgoszcz | 25:17, 21:25, 20:25, 20:25        |

#### Finał
| Data       | Drużyna 1      | Wynik | Drużyna 2            | Sety                       |
| ---------- | -------------- | ----- | -------------------- | -------------------------- |
| 12.12.2004 | Winiary Kalisz | 1:3   | Centrostal Bydgoszcz | 23:25, 25:21, 16:25, 22:25 |